# Gacabwatsi
Gacabwatsi är ett periodiskt vattendrag i Burundi.   Det ligger i provinsen Ngozi, i den centrala delen av landet, 70 kilometer nordost om huvudstaden Bujumbura.
Omgivningarna runt Gacabwatsi är en mosaik av jordbruksmark och naturlig växtlighet. Runt Gacabwatsi är det tätbefolkat, med 331 invånare per kvadratkilometer.